# 控えめI love you !
「控えめI love you !」（ひかえめアイ・ラブ・ユー!）は、日本の女性アイドルグループ・HKT48の楽曲。作詞は秋元康、作曲はpakoramaが担当した。2014年9月24日にHKT48の4作目のシングルとしてユニバーサルミュージック（UNIVERSAL SIGMA）から発売された。楽曲のセンターポジションは兒玉遥が務めた。

## 背景とリリース
2014年8月3日にマリンメッセ福岡で開催された3rdシングル「桜、みんなで食べた」の全国握手会において、4thシングルを同年9月24日にリリースすることが発表された。そして、同年8月31日21時にHKT48の公式サイトでタイトルと選抜メンバーが発表された。同年9月1日、NHKホールでの『MUSIC JAPAN』公開収録において初披露、同年9月4日にHKT48公式YouTubeでミュージック・ビデオShort ver.が公開され、同年9月5日放送のテレビ朝日『ミュージックステーション』でテレビ放送初披露、また同日21時より着うた配信を先行開始した。
今作ではデビュー曲から3作連続でセンターを務めた田島芽瑠と2作連続でセンターを務めた朝長美桜と交代で1期生の兒玉遥が初の単独センターを務める。今作で初めて選抜に選ばれたのは、2期生の神志那結衣、前年のAKB48グループドラフト会議で加入した山本茉央、研究生の栗原紗英、さらに同年4月よりSKE48と兼任中の木本花音の4名。その一方で、前作で選抜だった秋吉優花と2014年4月23日付でAKB48へ移籍した中西智代梨、さらにHKT48の過去のシングル表題曲3曲の選抜メンバーだった渕上舞、村重杏奈の両名は今作で選抜から外れた。
今作では福岡県出身のKABA.ちゃんが楽曲の振付師を担当した。これは『UTAGE!』でKABA.ちゃんと共演している指原莉乃が、同番組の収録中に振り付けを直接依頼し、交渉成立となった。KABA.ちゃんによれば「サビのLの字は、歌詞のLoveを表現しています。人差し指をくっつける仕草は、控えめな女の子を表現していて、この曲の一番のポイント」とのこと。
また、カップリングとして、秋元康が同年4月5日の『AKB48グループ 春コン in さいたまスーパーアリーナ〜思い出は全部ここに捨てていけ!〜HKT48単独公演』のために書き下ろし初披露された「今 君を想う」が全4タイプに収録され、同じく同コンサートで初披露された田中美久、矢吹奈子によるユニット「なこみく」による楽曲「生意気リップス」がType Cに、いずれもチームH所属で2期生の神志那結衣、駒田京伽、坂口理子と、研究生の荒巻美咲、栗原紗英の5名で新たに組織されるユニット「ブルーベリーパイ」による楽曲「私はブルーベリーパイ」が劇場盤にそれぞれ収録される。
「夏の前」の作曲は、板垣祐介が担当。AKB48やNMB48への楽曲提供はこれまでにも行っているが、HKT48へはこれが初となる。
なお、初の試みとして、Type A、B、Cの各初回プレス分に同封される限定特典については、過去3回のシングルCDで同封されていた全国握手会参加券とは異なり「『HKT48参観日〜みんなで一緒にもりあがるっちゃん!〜』イベント参加券」となる。

## アートワーク
| Type-A | 穴井千尋、多田愛佳、木本花音、神志那結衣、兒玉遥、指原莉乃、田島芽瑠、田中美久、宮脇咲良、森保まどか、矢吹奈子       |
| Type-B | 栗原紗英、兒玉遥、指原莉乃、田島芽瑠、田中美久、朝長美桜、松岡菜摘、宮脇咲良、本村碧唯、森保まどか、矢吹奈子         |
| Type-C | 穴井千尋、多田愛佳、木本花音、兒玉遥、指原莉乃、田中美久、朝長美桜、松岡菜摘、宮脇咲良、本村碧唯、矢吹奈子、山本茉央 |
| 劇場盤 | 兒玉遥、指原莉乃、宮脇咲良                                                                                           |

Type-Aは兒玉遥、Type-Bは宮脇咲良、Type-Cは指原莉乃がメインの構成となっている。

## チャート成績
「控えめI love you !」のシングルCDは、2014年10月6日付オリコン週間シングルチャートにおいて初登場で1位にランクインした。同チャートにおけるHKT48のシングルの1位獲得はデビューから4作連続となり、これは女性アーティスト（グループからの再デビューは除く）としては史上初の記録である（それまで女性アーティストによるデビューからの連続1位獲得数は、NMB48の3作が最高であった）。初動売上は約27万8000枚となり、前作「桜、みんなで食べた」の約27万7000枚をわずかに上回ったことで、初動売上の自己最高記録を更新した。

## ミュージック・ビデオ
HKT48の「既読スルー」や、AKB48の「BINGO!」「ハステとワステ」「君は気まぐれ」、その他浜崎あゆみ、宇多田ヒカル、SPEED、松浦亜弥など数多くのアーティストのミュージック・ビデオを監督した竹石渉が務め、ダンスシーンは日本に3台しかないモーション・コントロール・カメラ「Milo（マイロ）」を用いて撮影された。
なお、チームKIV岡田栞奈は、怪我の療養中に各MVの撮影が行われたため、チームKIVの楽曲「夏の前」を含め、いずれのMVにも出演していない。

## メディアでの使用
控えめI love you !
TBS『HKT48のおでかけ!』エンディング・テーマ（2014年9月10日付放送分から）
ダイエー・グルメシティ『一の市』『日曜の市』『なかなかデー』『木曜の市』CM曲
アイア「I-SKY『HKT48 栄光のラビリンス』」CM曲
テレビ西日本『HKT48のごぼてん!』次週予告テーマ曲
夏の前
東京モノレール「東京モノレール×HKT48 夏だよ モノレール派! 全員集合! キャンペーン」 CM曲（2014年7月18日 - ）

## シングル収録トラック

### Type-A
| #         | タイトル                               | 作詞      | 作曲      | 編曲           | 時間  |
| --------- | -------------------------------------- | --------- | --------- | -------------- | ----- |
| 1.        | 「控えめI love you !」                 | 秋元康    | pakorama  | 野中“まさ”雄一 | 4:06  |
| 2.        | 「今 君を想う」                        | 秋元康    | 川島有真  | 若田部誠       | 5:15  |
| 3.        | 「アイドルの王者」(Team H)             | 秋元康    | cAnON.    | K3CP           | 4:09  |
| 4.        | 「控えめI love you !（Instrumental）」 |           | pakorama  | 野中“まさ”雄一 | 4:06  |
| 5.        | 「今 君を想う（Instrumental）」        |           | 川島有真  | 若田部誠       | 5:15  |
| 6.        | 「アイドルの王者（Instrumental）」     |           | cAnON.    | K3CP           | 4:07  |
| 合計時間: | 合計時間:                              | 合計時間: | 合計時間: | 合計時間:      | 27:02 |

| #  | タイトル                                                           | 作詞 | 作曲・編曲 | 時間 |
| -- | ------------------------------------------------------------------ | ---- | ---------- | ---- |
| 1. | 「控えめI love you !（Music Video）」                              |      |            | 4:08 |
| 2. | 「アイドルの王者（Music Video）」                                  |      |            |      |
| 3. | 「特典映像「HKT48 九州7県ツアー ご当地レポ（大分・宮崎・熊本）」」 |      |            |      |

### Type-B
| #         | タイトル                               | 作詞      | 作曲      | 編曲           | 時間  |
| --------- | -------------------------------------- | --------- | --------- | -------------- | ----- |
| 1.        | 「控えめI love you !」                 | 秋元康    | pakorama  | 野中“まさ”雄一 | 4:06  |
| 2.        | 「今 君を想う」                        | 秋元康    | 川島有真  | 若田部誠       | 5:14  |
| 3.        | 「夏の前」(Team KIV)                   | 秋元康    | 板垣祐介  | 板垣祐介       | 4:08  |
| 4.        | 「控えめI love you !（Instrumental）」 |           | pakorama  | 野中“まさ”雄一 | 4:06  |
| 5.        | 「今 君を想う（Instrumental）」        |           | 川島有真  | 若田部誠       | 5:14  |
| 6.        | 「夏の前（Instrumental）」             |           | 板垣祐介  | 板垣祐介       | 4:06  |
| 合計時間: | 合計時間:                              | 合計時間: | 合計時間: | 合計時間:      | 26:58 |

| #  | タイトル                                                             | 作詞 | 作曲・編曲 | 時間 |
| -- | -------------------------------------------------------------------- | ---- | ---------- | ---- |
| 1. | 「控えめI love you !（Music Video）」                                |      |            | 4:08 |
| 2. | 「夏の前（Music Video）」                                            |      |            |      |
| 3. | 「特典映像「HKT48 九州7県ツアー ご当地レポ（鹿児島・佐賀・長崎）」」 |      |            |      |

### Type-C
| #         | タイトル                               | 作詞      | 作曲       | 編曲           | 時間  |
| --------- | -------------------------------------- | --------- | ---------- | -------------- | ----- |
| 1.        | 「控えめI love you !」                 | 秋元康    | pakorama   | 野中“まさ”雄一 | 4:06  |
| 2.        | 「今 君を想う」                        | 秋元康    | 川島有真   | 若田部誠       | 5:14  |
| 3.        | 「生意気リップス」(なこみく)           | 秋元康    | ハサミマン | 野中“まさ”雄一 | 3:14  |
| 4.        | 「控えめI love you !（Instrumental）」 |           | pakorama   | 野中“まさ”雄一 | 4:06  |
| 5.        | 「今 君を想う（Instrumental）」        |           | 川島有真   | 若田部誠       | 5:14  |
| 6.        | 「生意気リップス（Instrumental）」     |           | ハサミマン | 野中“まさ”雄一 | 3:13  |
| 合計時間: | 合計時間:                              | 合計時間: | 合計時間:  | 合計時間:      | 25:09 |

| #  | タイトル                                                                       | 作詞 | 作曲・編曲 | 時間 |
| -- | ------------------------------------------------------------------------------ | ---- | ---------- | ---- |
| 1. | 「控えめI love you !（Music Video）」                                          |      |            | 4:08 |
| 2. | 「生意気リップス（Music Video）」                                              |      |            |      |
| 3. | 「特典映像「HKT48『進め!めんたい号!ちょっと豪華客船 貸切り船上パーティー』」」 |      |            |      |

### 劇場盤
| #         | タイトル                                   | 作詞      | 作曲       | 編曲           | 時間  |
| --------- | ------------------------------------------ | --------- | ---------- | -------------- | ----- |
| 1.        | 「控えめI love you !」                     | 秋元康    | pakorama   | 野中“まさ”雄一 | 4:06  |
| 2.        | 「今 君を想う」                            | 秋元康    | 川島有真   | 若田部誠       | 5:14  |
| 3.        | 「私はブルーベリーパイ」(ブルーベリーパイ) | 秋元康    | 鈴木まなか | 鈴木まなか     | 3:53  |
| 4.        | 「控えめI love you !（Instrumental）」     |           | pakorama   | 野中“まさ”雄一 | 4:06  |
| 5.        | 「今 君を想う（Instrumental）」            |           | 川島有真   | 若田部誠       | 5:14  |
| 6.        | 「私はブルーベリーパイ（Instrumental）」   |           | 鈴木まなか | 鈴木まなか     | 3:51  |
| 合計時間: | 合計時間:                                  | 合計時間: | 合計時間:  | 合計時間:      | 26:24 |

## 選抜メンバー
- 穴井千尋
- 多田愛佳
- 木本花音
- 栗原紗英
- 神志那結衣
- 兒玉遥
- 指原莉乃
- 田島芽瑠
- 田中美久
- 朝長美桜
- 松岡菜摘
- 宮脇咲良
- 本村碧唯
- 森保まどか
- 矢吹奈子
- 山本茉央